# زین (افغانستان)
زین (به لاتین: Zin) یک منطقهٔ مسکونی در افغانستان است که در ولایت بدخشان واقع شده‌است.